# Shikken
Shikken (japanska: 執権?, shikken), japansk term för en förmyndare som regerar å en omyndig shoguns vägnar. Även omyndiga kejsare hade en motsvarighet till detta, insei. I det tidiga Kamakurashogunatet spelade shogunerna själva en underordnad roll till förmån för deras förmyndare av huset Hojo, som de var släkt med på mödernet.